# Леон Фрап'є
Лео́н Еже́н Фрап'є́ (фр. Léon Eugène Frapié, * 27 січня 1863, Париж — † 29 вересня 1947, Париж) — французький письменник, драматург, критик і журналіст, представник реалізму, другий з ліку лауреат Ґонкурівської премії (1904).

## Біографічні дані
Леон Ежен Фрап'є народився в сім'ї Леона Марі Фрап'є — різьбяра по шкірі, а згодом ювеліра, і Жозефіни Робер. Навчався в паризьких ліцеях Святого Людовіка і Людовіка Великого. Працював у Сенській префектурі поліції.
Навесні 1924 року Фрап'є фігурує як кандидат у паризькому виборчому списку — один із активістів за право голосу жінок. Виступав за емансипацію жінок, контроль над народжуваністю і вільну любов, через що викликав до себе неприязнь у церковних колах.
Творчу діяльність почав із статей для різних журналів і газет, а потім став писати літературні твори. З його п'ятнадцяти романів одинадцять присвячено жіночій тематиці. 1904 року одержав Ґонкурівську премію за роман «Дитячий сад». У цьому творі йдеться про школярів — дітей бідняків. Усі книжки Леона Фрап'є написані у традиціях реалізму.
Твори Фрап'є перекладено англійською, іспанською, італійською, нідерландською, німецькою, шведською і японською мовами.
1933 року знято стрічку «Дитячий сад» (Жан Бенуа-Леві, Марі Епштейн і Мадлен Рено) за мотивами однойменного роману Леона Фрап'є. У 1935 році Національна рада кінокритиків США відзначила її як одну з найкращих серед фільмів, озвучених не по-англійському. У 1948-му здійснено ще одну екранізацію «Дитячого саду» (Анрі Діаман-Берже, Бланшет Брюнуа і Марсель Мулуджі), а 1992 року випущено телефільм «Дитячий сад: діти Монмартра» (Жан Бенуа-Леві і Марі Епштейн).
Леон Фрап'є був член Товариства літераторів (Société des Gens de lettres), профспілки професіональних авторів, композиторів і стажистів (Syndicat des Auteurs et Compositeurs stagiaires professionels), профспілки літературних критиків (Association syndicale de la Critique littéraire) і профспілки журналістів (Syndicat des Journalistes). Захоплювався гирьовим спортом, веслуванням і велосипедним спортом. Жив у Парижі, на вулиці Брошан, 35.
1888 року Леон Фрап'є одружився з учителькою Леоні Муїйфер, згодом директоркою школи у 19-му окрузі Парижа. Мав двох синів — Анрі та П'єра. Овдовівши 1911 року, він згодом одружився з письменницею Аліс Верле, яка відтоді писала під іменем Аліс Верле-Фрап'є. До самої смерті літератор мешкав у Парижі, на проспекті де Кліші, 62.
Помер у Парижі, похований на цвинтарі міста Уй.

## Твори

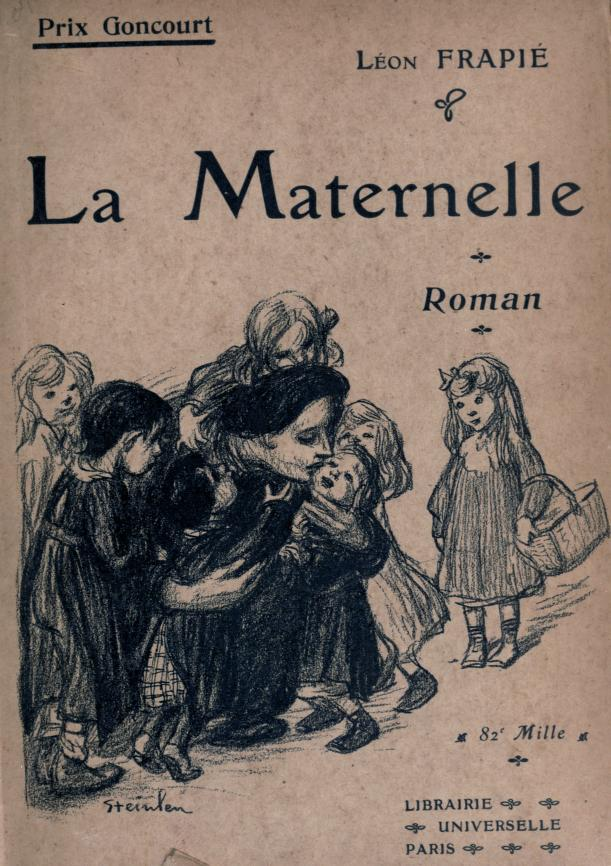
Книжка «Дитячий сад».

### Повісті та романи
- L'Institutrice de province (1897) — «Провінційна вчителька»
- Marcelin Gayard (1902) — «Марселен Ґаяр»
- La Maternelle (roman) — «Дитячий сад» (Ґонкурівська премія, 1904)[10]
- Les Obsédés (1904) — «Невідчепні»
- La Proscrite (1907) — «Вигнаниця»
- La Figurante (1908) — «Статистка»
- La Liseuse (1911) — «Любителька читати»
- La Virginité (1923) — «Незайманість»
- Les Filles à marier (1923) — «Дівчата на виданні»
- Gamins de Paris (1925) — Librairie Baudinière — «Паризькі хлопчиська»
- La Divinisée (1927) — «Обожнювана»
- Le Métier d'homme (1929) — «Чоловіче ремесло»
- Le Garçon à marier (1934) — «Хлопець на порі»
- La Reine de cœur (1936) — «Королева серця»
- La Vedette à l'école (1946) — «Зірка у школі»

### Збірки оповідань
- L’Écolière (1905) — «Школярка»
- La Boîte aux Gosses (1907) — «Скринька для дітей»
- M'ame Préciat (1908) — «Мадам Пресіа»
- Les Contes de la maternelle (1910) — «Оповідання дитячого саду»
- Contes imprévus (1910) — «Непередбачені оповідання»
- La mère Croquemitaine (1912) — «Матінка Крокемітен»
- L'Enfant perdu (1913) — «Втрачена дитина»
- Les Contes de la guerre (1915) — «Оповідання війни»
- Le capitaine Dupont (1916) — «Капітан Дюпон»
- Les Bonnes Gens (1917) — «Добрі люди»
- Nouveaux Contes de la maternelle (1919) — «Нові оповідання дитячого саду»
- Les Amies de Juliette (1920) — «Друзі Жульєтти»
- Les contes de Paris (1931) — Librairie Baudinière — «Паризькі оповідання»
- Le Fluide (1933) — «Рідина»
- Sentiments (1937) — «Почуття»

### П'єси
- Marie d'août (1922) — «Серпнева Марія», 3 дії
- La Maternelle — «Дитячий сад», 3 дії
- La première Mise — «Перший внесок», 1 дія
- Sévérité (1906) — «Суворість», 1 дія, у співавторстві з П. Л. Ґарньє
- A la Noce (1908) — «На весіллі», 2 дії, у співавторстві з М. Л. Ґуамосом
- Blomfield and Co (1920) — «Блумфілд і компанія», 1 дія, у співавторстві з Ґ. Фабрі
- L'Homme en amour — «Закоханий чоловік», 3 дії
- Le Prix Cerceau — «Премія обруча», 3 дії
- Le Dépensier (1911) — «Марнотратник», 1 дія, у співавторстві з П. Л. Ґарньє
- Les Mères blanches — «Білі матері», 4 дії
- Marie Davril (1947) — «Марі Давріль», радіокомедія

## Нагороди і відзнаки
- Ґонкурівська премія — 7 грудня 1904
- Орден Почесного легіону
  - 1913 — кавалер
  - серпень 1928 — офіцер
  - серпень 1949 року — командор[11]

## Почесті
- Іменем Леона Фрап'є названо вулицю (1965 р.)[12] та сквер (1973 р.)[13] у Парижі
- Іменем Фрап'є названо вулицю і дитячий садок у Неї-Плезансі
- Іменем Фрап'є названо дитячий садок у Ліллі[14]